# Grüner Hundskopfschlinger
|  | Dieser Artikel wurde aufgrund von formalen oder inhaltlichen Mängeln in der Qualitätssicherung Biologie zur Verbesserung eingetragen. Dies geschieht, um die Qualität der Biologie-Artikel auf ein akzeptables Niveau zu bringen. Bitte hilf mit, diesen Artikel zu verbessern! Artikel, die nicht signifikant verbessert werden, können gegebenenfalls gelöscht werden. Lies dazu auch die näheren Informationen in den Mindestanforderungen an Biologie-Artikel. |

Die Grüne Hundskopfboa (Corallus caninus), auch Hundskopfschlinger oder Grüner Hundskopfschlinger, ist eine Schlange mit Verbreitungsgebiet im Amazonasbecken von Peru, Ecuador, Brasilien und den Guyana-Ländern. Der Lebensraum besteht aus geschlossenen, feuchten Waldgebieten (Tropische Regenwälder) meist in der Nähe von Gewässern.

## Beschreibung
Diese Art hat einen seitlich etwas abgeflachten Leib und einen sehr großen Kopf. Die Schlange ist von kräftiger grüner Grundfärbung mit weißen unregelmäßigen Flecken und Binden am Rücken. Am Bauch variiert die Farbe von schmutzig weiß bis hellgelb. Auch ihre Augen haben eine grünliche Färbung. Jungtiere sind bei der Geburt ziegelrot bis rotbraun. Eine Umfärbung bedarf mehrerer Häutungen, dabei entstehen zunächst grüne Flecken, die nach und nach die Jugendfarbe verdrängen. Die Länge wird mit 200–300 cm angegeben. Alle Corallus-Arten besitzen auffällige große Sinnesgruben an Ober- und Unterlippe (Labialgruben), mit denen bei Dunkelheit Warmblüter lokalisiert werden können. Die Grüne Hundskopfboa hat sehr lange, nach hinten gebogene vordere Zähne, die den erfolgreichen Biss durch ein dichtes Vogelkleid sichern, diese dienen auch zum Halten der Beute. Der kräftige Schwanz hilft ihr bei der fast lautlosen Bewegung durch das Kronendach der Bäume.

## Verbreitung
Sie kommt in oberen Etagen der tropischen Regenwälder von Brasilien und Guyana, bevorzugt an den Waldrändern, vor.

## Lebensweise
Die Grüne Hundskopfboa ist sehr eng an das Leben in Bäumen angepasst, so werden als Ruheplätze dicht von Laub umgebene Astgabeln bevorzugt. Dabei wird der Körper typischerweise in Schlingen über den Ast gelegt und der Kopf ruht auf dem Körper. Damit ist die Schlange fast unsichtbar. Die Hauptnahrung besteht neben Vögeln auch aus kleinen Säugetieren und Eidechsen. Sie erlegt ihre Beute mit ihrem kräftigen Biss und verschlingt sie anschließend im Ganzen. Wenn Gefahr droht, werden sie sehr aggressiv und beißen zu. Ihr Biss ist nicht giftig.

## Fortpflanzung
Das Weibchen bringt pro Wurf 15–20 lebende Junge zur Welt. Diese sind sofort nach der Geburt selbständig. Die Jungen sind auffällig orange, rot oder gelb gefärbt. Das grünliche Aussehen erhalten sie erst im Alter von einem Jahr. Zum Schutz vor Fressfeinden verstecken sie sich im Blattwerk der Bäume.

## Gefährdung und Schutzmaßnahmen
Obwohl diese Tiere illegal für den internationalen Tierhandel gefangen werden, ist diese Art noch sehr weit verbreitet und wird von der  IUCN in der Kategorie (Least Concern) nicht gefährdet gelistet. In Guyana und Venezuela gelten Fang- und Handelsbeschränkungen zum Schutz dieser Art.